# Регби на летних Олимпийских играх 1920
На летних Олимпийских играх 1920 года в соревнованиях по регби приняло участие всего две команды. В единственном матче сборная США победила сборную Франции - 8:0.

## Медалисты
|         | Золото | Серебро | Бронза |
| Мужчины | США    | Франция | —      |